# Nikolaj Ivanov
Nikolaj Ioedovitsj Ivanov (Russisch: Никола́й Иу́дович Ивано́в) (gouvernement Kaloega, 3 augustus 1851 — Odessa, 27 januari 1919) was een Russisch militair commandant en antirevolutionair.
Ivanovs militaire carrière begon in de Russisch-Japanse Oorlog, een desastreuze oorlog voor de Russen. In 1908 werd hij bevorderd en aangesteld om de Russische troepen in Kiev te leiden, een post die hij tot het begin van de Eerste Wereldoorlog in 1914 hield.
In 1914 kreeg hij het bevel over het Russisch leger aan het zuidwestelijke front, verantwoordelijk voor vele operaties in Galicië. Ivanov bracht de Oostenrijkers een nederlaag toe in de Slag bij Lemberg in augustus 1914, en een maand later dreef hij het Oostenrijkse-Hongaarse leger 160 kilometer terug de Karpaten in. De Oostenrijkse vesting van Przemyśl werd volledig ingesloten, en er werden 300.000 slachtoffers gemaakt.
In 1915 werd Ivanov ontslagen door het Russische opperbevel en werd hij vervangen door Aleksej Broesilov. Door zijn hoge politieke status werd hij een militaire adviseur van Tsaar Nicolaas II in de Stavka (staf Russische leger), maar zijn plannen en suggesties werden volledig overschaduwd Michail Aleksejev. Toen het Russische rijk in 1917 ineenstortte door de Oktoberrevolutie, eindigde de militaire carrière van Ivanov onder een verenigd Rusland.
Overtuigd royalist vanaf het begin, vocht Ivanov met de Witten tegen het communistische Rode Leger in de Russische Burgeroorlog. Hij sneuvelde in 1919.